# Galathea longimanoides
Galathea longimanoides is een tienpotigensoort uit de familie van de Galatheidae. De wetenschappelijke naam van de soort is voor het eerst geldig gepubliceerd in 1970 door Johnson.